# Hey Tonight
"Hey Tonight" is een nummer van de Amerikaanse band Creedence Clearwater Revival. Het nummer werd uitgebracht op hun album Pendulum uit 1970. In januari 1971 werd het nummer, als dubbele A-kant met "Have You Ever Seen the Rain?", uitgebracht als de enige single van het album.

## Achtergrond
"Hey Tonight" is geschreven en geproduceerd door zanger en gitarist John Fogerty. Het werd geschreven in een tijd waarin slaggitarist Tom Fogerty, de broer van John, op het punt stond om de band te verlaten. Het nummer wordt gezien als Johns reactie op deze gebeurtenis; hij zingt dat, alhoewel er op dat moment tegenslagen zijn, alles in de toekomst goed komt. John schreef het nummer kort voordat de band in november 1970 de studio inging om het album Pendulum op te nemen. Tom verliet de band uiteindelijk in januari 1971, dezelfde maand waarin de single werd uitgebracht. John zag het, ondanks de moeilijke periode waarin het werd geschreven, als een van de beste nummers op het album.
"Hey Tonight" werd in sommige landen uitgebracht als single met dubbele A-kant samen met "Have You Ever Seen the Rain?", terwijl het in andere landen als losstaande single uitkwam. In Denemarken en Duitsland werd het op zichzelf een nummer 1-hit; in Duitsland was het de enige single van de groep die deze positie bereikte. In de Verenigde Staten bereikte het als dubbele A-kant de achtste plaats in de Billboard Hot 100. In Nederland kwam de single ook uit als dubbele A-kant. Hierdoor kwam het in de Top 40 tot de zesde plaats, maar in de Hilversum 3 Top 30 werd het opvallend genoeg niet bij de hitnotering van "Have You Ever Seen the Rain?" gevoegd.

## Hitnoteringen

### Nederlandse Top 40
| Hitnotering: 06-02-1971 t/m 17-04-1971 | Hitnotering: 06-02-1971 t/m 17-04-1971 | Hitnotering: 06-02-1971 t/m 17-04-1971 | Hitnotering: 06-02-1971 t/m 17-04-1971 | Hitnotering: 06-02-1971 t/m 17-04-1971 | Hitnotering: 06-02-1971 t/m 17-04-1971 | Hitnotering: 06-02-1971 t/m 17-04-1971 | Hitnotering: 06-02-1971 t/m 17-04-1971 | Hitnotering: 06-02-1971 t/m 17-04-1971 | Hitnotering: 06-02-1971 t/m 17-04-1971 | Hitnotering: 06-02-1971 t/m 17-04-1971 | Hitnotering: 06-02-1971 t/m 17-04-1971 | Hitnotering: 06-02-1971 t/m 17-04-1971 |
| Week                                   | 1                                      | 2                                      | 3                                      | 4                                      | 5                                      | 6                                      | 7                                      | 8                                      | 9                                      | 10                                     | 11                                     |                                        |
| -------------------------------------- | -------------------------------------- | -------------------------------------- | -------------------------------------- | -------------------------------------- | -------------------------------------- | -------------------------------------- | -------------------------------------- | -------------------------------------- | -------------------------------------- | -------------------------------------- | -------------------------------------- | -------------------------------------- |
| Positie                                | 21                                     | 11                                     | 6                                      | 6                                      | 7                                      | 9                                      | 15                                     | 22                                     | 22                                     | 29                                     | 29                                     | uit                                    |

### NPO Radio 2 Top 2000
| Nummer met noteringen in de NPO Radio 2 Top 2000 | '00  | '01 | '02  | '03  | '04  | '05  | '06  | '07  | '08  | '09  | '10  | '11  | '12  |
| ------------------------------------------------ | ---- | --- | ---- | ---- | ---- | ---- | ---- | ---- | ---- | ---- | ---- | ---- | ---- |
| Hey Tonight                                      | 1100 | 983 | 1170 | 1606 | 1120 | 1282 | 1333 | 1437 | 1329 | 1964 | 1550 | 1488 | 1686 |

1. ↑  Een vetgedrukt getal geeft de hoogste notering aan.
2. ↑  2000 was het eerste jaar met een notering voor dit nummer.
3. ↑  Deze tabel is bijgewerkt tot en met de laatste editie (2024).